# Pierrot et le fantôme
Pierrot et le fantôme è un cortometraggio del 1897 diretto da Georges Hatot.

## Trama
Pierrot subisce i trucchi di un fantasma.